# 木沢氏
木沢氏（きざわし/きざわうじ）は、室町時代から戦国時代にかけて活動した武家。代々畠山氏の奉行人を務めた。

## 概要

### 長政以前
正平4年（1349年）に木沢氏の人間が南朝方から北朝方に降伏したのが初見である。
木沢氏は15世紀前半から在京奉行人として畠山氏に仕えたことが確認されている。奉行人としての史料上の初見は応永14年（1407年）で、畠山満慶の施行状に「執筆木沢兵庫入道善堯」の名前が見える。善堯は別名を善光といい、翌15年（1408年）、翌々16年（1409年）には畠山満家の奉行人を務めており、永享5年（1433年）まで活動が確認できる。また、善堯の活動と同時期の応永26年（1419年）・翌27年（1420年）には木沢蓮因が同じく奉行人として名前が見え、永享2年（1430年）・同3年（1431年）の木沢常陸入道も蓮因のことであると考えられる。蓮因は河内国馬伏郷・葛原郷の有力者であった。同時期に2人の木沢氏が奉行人として活動しているのは奉行人の枠が複数存在したためである。そして、木沢氏が史料上で確認できるようになった時にはすでに善堯流と蓮因流の2系統が分立しており、前者は本家で兵庫助家、後者は分家で左近大夫家と呼称することができる。善堯と蓮因ら奉行人は原則として連署しており、守護代よりは家格が低かったため、奉書の執筆者である奉行人が下位のため日下に署判し、内衆で最高位の守護代がその内容を追認するという形で奥に書判している。
長禄2年（1458年）には、木沢秀興が遊佐国助ともに文書を発給している。また同4年（1460年）に国助と共に連署している繁元も木沢氏の人物であると考えられる。加えて、実名は不明だが北河内の有力土豪として木沢山城守が確認できる。
長禄3年（1459年）に主家の畠山氏が政長流と義就流に分裂すると、木沢氏は義就方に味方し内衆となった。応仁2年（1468年）には、「五人奉行方」として木沢兵庫助秀・斎藤宗時・遊佐盛貞・誉田就康・遊佐就家の連署奉書が登場し始め、義就方において木沢氏が中心的な立場にあったことがわかる。盛貞・就康・就家はそれぞれ越中守護代・山城守護代・河内守護代で助秀と宗時は奉行人であり、「五人奉行衆」は守護代3人と奉行人2人の構成で、守護代1人と奉行人2人で連署し奉書を発給していた。
文明8年（1476年）の「五人奉行方」では、助秀の後継者として木沢左衛門助が見える。しかし、翌年（1477年）に義就が河内国へと下向すると、若輩であったため奉行人の中から左衛門助の名前が消え、代わりに遊佐就家が復帰している。しかし、その後も木沢氏は奉行人として活動が確認でき、奉行人の間で貴賤はなく、年齢が若いために奉行人ではなかった。
文亀元年（1501年）には、小柳氏（貞綱）と木沢氏（盛秀）が「両奉行」の内の一家とされ、荘園領主と畠山氏の間を取り持った。この頃には守護代家の人間は奉行人と奉書に署判できなくなっている。盛秀の活動は永正4年（1507年）まで確認できる。
「両奉行」体制は享禄4年（1531年）7月17日に畠山義堯の奉行人である小柳家綱と平英房によって発給された書状を最後に見られなくなるが、これは翌5年（1532年）に義堯が木沢長政によって滅亡したからである。長政は畠山在氏を擁立し義就流畠山氏を再興したが、義堯時代の奉行人は活動が確認できず、代わりに木沢中務大輔・平英正・井口美濃守の3人が奉行人として確認できる。
長政は当初義堯に仕えていたものの、出奔し細川高国や細川晴元の被官となった。そしてその下で勢力を拡大させ畠山氏をも凌ぐようになったが、足利義晴や細川晴元・畠山稙長・畠山在氏・三好長慶と対立し、味方をしたはずの摂津国人にも裏切られて天文11年（1542年）の太平寺の戦いで討ち死にした。

### 長政死後の木沢氏
長政没後も、飯盛山城に籠城していた木沢左馬允には謀反の嫌疑がかけられていたため、城から出てくることができなかった。そのため、大坂寺内に避難させていた女子供について、本願寺に便宜を図るよう依頼している。また、畠山在氏は左馬允の赦免を幕府に願い出ている。しかし結果は実らず、翌天文12年（1543年）には「飯盛落居」となり、「畠山右衛門督（在氏）、木沢中務大輔、平若狭（英正）等」は「何（いずれ）も牢人」となった。この状況下でも左馬允は再起を図っており、翌天文13年（1544年）には美濃国の斎藤利政に雇われて加納口の戦いに参戦し、織田信秀の軍勢に奇襲をかけて勝利している。
天文15年（1546年）8月になると、中務大輔は本願寺に対し、戦を起こすと予告をした上で馬を所望している。ほぼ同時に、細川氏綱の内衆である長塩正親も同じく本願寺に戦の助成を要求していることから、この直後に中務大輔は細川晴元に対抗して挙兵する氏綱に合流したと考えられる。弟の左馬允も中務大輔と行動を共にし、天文16年（1547年）閏6月に本願寺は兄弟に宛てて樽を贈っているが、これ以降の2人の動向は不明である。
天文11年（1542年）以前の河内国は、木沢長政と遊佐長教の両守護代による半国体制であったが、細川晴元と長政が敵対すると、長教は晴元に味方するとともに、対立していた政長流守護の畠山稙長と結んで半国体制は解消された。これによって、長政の持っていた利権を巡って飯盛山籠城衆と稙長・長教が対立し、飯盛山籠城衆が没落した。
長政の未亡人は三好政長の「親類」であり、政長によって兵糧米が支給されている。
長政死後の木沢氏の家督は子の孫四郎相政が継いだが、幼少であったために文書の発給などは河内守護代家の遊佐元家が行っていた。義就流の守護代家は長政が実権を握っていた時期には姿を見せないことから、相政と元家は飯盛山城には籠城していなかった可能性が高い。それ以外にも、長政には天文5年（1537年）4月に元服した「ねや法師」がいる。ねや法師は元服後には孫九郎を名乗っており、飯盛山城を拠点として祖父の木沢浮泛とともに行動していた。孫九郎は相政よりも年上であるが、母親が三好氏出身であったため相政が嫡子とされた。
天文16年（1547年）2月には、摂津国原田城を取り巻く軍勢の中に、細川晴元方に付いた畠山在氏と共に「木沢大和守・同弟」「木沢大和・同山城」が見え、長政の弟である中務大輔と左馬允は氏綱方として晴元と敵対していたため、大和守は孫九郎、その弟の山城守は相政のことであると考えられる。孫九郎が浮泛の左近大夫や長政の左京亮、もしくは木沢氏の本国にあたる河内守を通称としていないことからも、弟が家督継承者であったと言える。大和守の受領名は、将来的に兄が大和国を、弟の相政が嫡子として河内国や山城を分担して支配することを標榜として用いていたと考えられる。
天文18年（1549年）に畠山在氏から畠山尚誠に代替わりすると、長政によって奉行人の座から遠ざけられていた小柳氏と木沢矩秀が復帰している。